# 阿爾加羅沃 (馬格達萊納省)
阿爾加羅沃是哥倫比亞的城鎮，位於該國北部，由馬格達萊納省負責管轄，距離首府聖瑪爾塔129公里，始建於1895年6月24日，面積409平方公里，海拔高度152米，2005年人口11,556。

## 外部連結
（西班牙文） *Gobernacion del Magdalena: Municipios -  Algarrobo
10°06′00″N 74°16′00″W / 10.1°N 74.2667°W
1. ↑  . statoids.   [30 April 2020]. （原始内容存档于2013-06-04）.